# Лінія Метрополітен
51°30′50″ пн. ш. 0°04′34″ зх. д. / 51.514° пн. ш. 0.076° зх. д.
Лінія Метрополітен (англ. Metropolitan) — лінія Лондонського метрополітену, позначена на схемі фіолетовим кольором. Є першою у світі лінією метрополітену; відкрита 10 січня 1863. Проте найстаріша дистанція лондонського метро між станціями «Фаррінгдон» і «Паддінгтон» наразі не є частиною лінії. Сьогодні ця дільниця обслуговується потягами ліній Гаммерсміт-енд-Сіті, Дистрикт та Кільцевої.
Головний хід прокладено між станцією «Олдгейт» в Лондонському Сіті і станцією «Амершам» з відгалуженнями до Аксбріджа, Ветфорда і Чешама. З 34 станцій на лінії лише 9 знаходяться під землею.
Лінія є однією з двох, що виходить за межі Великого Лондона та окружної дороги.

## Рухомий склад
З 20 вересня 2012 року всі послуги надаються восьмивагонними поїздами S Stock
, 
що були введені в експлуатацію в липні 2010 року замість A Stock 1960-х років
. 
Потяги мають кондиціонери, рекуперативні гальма, які повертають близько 20% енергії в мережу і таким чином зменшують споживання енергії.

Завдяки меншій кількості сидячих місць, ніж у старій версії A Stock – 306 порівняно з 448 – вони можуть вмістити 697 стоячих пасажирів проти 597 у A Stock і мають спеціальний простір для інвалідних візків.

Мають максимальну швидкість 100 км/год,

єдиний тип рухомого складу лондонського метрополітену, який рухається з такою швидкістю, на міжміських дистанціях на північ від Фінчлі-роуд.

## Станції
Зі сходу на захід
| Станція                  | Фото | Відкриття         | Секція       | Додаткова інформація | Розташування                                                          |
| ------------------------ | ---- | ----------------- | ------------ | --- | --------------------------------------------------------------------- |
| Олдгейт                  |      | 18 листопада 1876 | Кільцева     | Кінцева | 51°30′50″ пн. ш. 000°04′34″ зх. д. / 51.51389° пн. ш. 0.07611° зх. д. |
| Ліверпуль-стріт          |      | 12 квітня 1875    | Кільцева     | Відкрита як Бішопсгейт, перейменована 1 листопада 1909                                                                                            | 51°31′07″ пн. ш. 000°04′53″ зх. д. / 51.51861° пн. ш. 0.08139° зх. д. |
| Моргейт                  |      | 23 грудня 1865    | Кільцева     | Відкрита як Моргейт-стріт, перейменована 24 жовтня 1924                                                                                           | 51°31′07″ пн. ш. 000°05′19″ зх. д. / 51.51861° пн. ш. 0.08861° зх. д. |
| Барбікан                 |      | 23 грудня 1865    | Кільцева     | Відкрита як Олдерсгейт-стріт, перейменована на Олдерсгейт 1910, Олдерсгейт-енд-Барбікан 1923, Барбікан 1968                                       | 51°31′13″ пн. ш. 000°05′52″ зх. д. / 51.52028° пн. ш. 0.09778° зх. д. |
| Фаррінгдон               |      | 10 січня 1863     | Кільцева     | Перенесена на сьогоденне місце 22 грудня 1865. Відкрита як Фаррінгдон-стріт, перейменована на Фаррінгдон-енд-Гай-Голборн 1922, Фаррінгдон 1936    | 51°31′12″ пн. ш. 000°06′19″ зх. д. / 51.52000° пн. ш. 0.10528° зх. д. |
| Кінгс-кросс-Сент-Панкрас |      | 10 січня 1863     | Кільцева     | Перенесена на сьогоденне місце 1941. Відкрита як Кінгс-кросс, перейменована на Кінгс-кросс-енд-Сент-Панкрас 1925, Кінгс-кросс-Сент-Панкрас 1933.  | 51°31′49″ пн. ш. 000°07′27″ зх. д. / 51.53028° пн. ш. 0.12417° зх. д. |
| Юстон-сквер              |      | 10 січня 1863     | Кільцева     | Відкрита як Гауер-стріт, перейменована 1909 | 51°31′33″ пн. ш. 000°08′09″ зх. д. / 51.52583° пн. ш. 0.13583° зх. д. |
| Грейт-Портленд-стріт     |      | 10 січня 1863     | Кільцева     | Відкрита як Портленд-роуд, перейменована на Грейт-Портленд-стріт 1917, Грейт-Портленд-стріт-енд-Регентс-парк 1923, Грейт-Портленд-стріт 1933      | 51°31′26″ пн. ш. 000°08′38″ зх. д. / 51.52389° пн. ш. 0.14389° зх. д. |
| Бейкер-стріт             |      | 10 січня 1863     | Головний хід | Відкриття платформ лінії Метрополітен 1868 | 51°31′19″ пн. ш. 000°09′25″ зх. д. / 51.52194° пн. ш. 0.15694° зх. д. |
| Фінчлі-роуд              |      | 30 червня 1879    | Головний хід | Фінчлі-роуд (Саут-Гампстед) у 1885 — 1914 | 51°32′50″ пн. ш. 000°10′49″ зх. д. / 51.54722° пн. ш. 0.18028° зх. д. |
| Вемблі-парк              |      | 12 травня 1894    | Головний хід | | 51°33′49″ пн. ш. 000°16′46″ зх. д. / 51.56361° пн. ш. 0.27944° зх. д. |
| Престон-роуд             |      | 21 травня 1908    | Головний хід | Перенесена на сьогоденне місце 1931/2 | 51°34′20″ пн. ш. 000°17′43″ зх. д. / 51.57222° пн. ш. 0.29528° зх. д. |
| Нортвік-парк             |      | 28 червня 1923    | Головний хід | Відкрита як Нортвік-парк-енд-Кентон, перейменовано 1937                                                                                           | 51°34′43″ пн. ш. 000°19′07″ зх. д. / 51.57861° пн. ш. 0.31861° зх. д. |
| Герроу-он-те-гілл        |      | 2 серпня 1880     | Головний хід | Відкрита як Герроу, перейменовано 1894 | 51°34′46″ пн. ш. 000°20′13″ зх. д. / 51.57944° пн. ш. 0.33694° зх. д. |
| Вест-Герроу              |      | 17 листопада 1913 | Аксбрідж     | | 51°34′47″ пн. ш. 000°21′12″ зх. д. / 51.57972° пн. ш. 0.35333° зх. д. |
| Рейнерс-лейн             |      | 26 травня 1906    | Аксбрідж     | | 51°34′31″ пн. ш. 000°22′17″ зх. д. / 51.57528° пн. ш. 0.37139° зх. д. |
| Істкот                   |      | 26 травня 1906    | Аксбрідж     | | 51°34′36″ пн. ш. 000°23′49″ зх. д. / 51.57667° пн. ш. 0.39694° зх. д. |
| Райсліп-манор            |      | 5 серпня 1912     | Аксбрідж     | | 51°34′24″ пн. ш. 000°24′45″ зх. д. / 51.57333° пн. ш. 0.41250° зх. д. |
| Райсліп                  |      | 4 липня 1904      | Аксбрідж     | | 51°34′17″ пн. ш. 000°25′16″ зх. д. / 51.57139° пн. ш. 0.42111° зх. д. |
| Ікенгем                  |      | 25 вересня 1905   | Аксбрідж     | | 51°33′43″ пн. ш. 000°26′31″ зх. д. / 51.56194° пн. ш. 0.44194° зх. д. |
| Гіллінгдон               |      | 10 грудня 1923    | Аксбрідж     | Перейменовано на Гіллінгдон (Свакелейс) 1934, суфікс поступово відпав. Перенесено та перебудовано в 1992                                          | 51°33′14″ пн. ш. 000°27′00″ зх. д. / 51.55389° пн. ш. 0.45000° зх. д. |
| Аксбрідж                 |      | 4 липня 1904      | Аксбрідж     | Станцію перенесено з Белмонт-роуд в 1938 Кінцева                                                                                                  | 51°32′45″ пн. ш. 000°28′42″ зх. д. / 51.54583° пн. ш. 0.47833° зх. д. |
| Норт-Герроу              |      | 22 березня 1915   | Головний хід | | 51°35′06″ пн. ш. 000°21′45″ зх. д. / 51.58500° пн. ш. 0.36250° зх. д. |
| Піннер                   |      | 25 травня 1885    | Головний хід | | 51°35′34″ пн. ш. 000°22′50″ зх. д. / 51.59278° пн. ш. 0.38056° зх. д. |
| Нортвуд-гіллз            |      | 13 листопада 1933 | Головний хід | | 51°36′02″ пн. ш. 000°24′33″ зх. д. / 51.60056° пн. ш. 0.40917° зх. д. |
| Нортвуд                  |      | 1 вересня 1887    | Головний хід | Остання станція в межах Великого Лондона | 51°36′39″ пн. ш. 000°25′28″ зх. д. / 51.61083° пн. ш. 0.42444° зх. д. |
| Мур-парк                 |      | 9 травня 1910     | Головний хід | Відкрита як Санді-лодж, перейменовано на Мур-парк-енд-Санді-лодж 18 жовтня 1923, Мур-парк 25 вересня 1950                                         | 51°37′47″ пн. ш. 000°25′58″ зх. д. / 51.62972° пн. ш. 0.43278° зх. д. |
| Крокслі                  |      | 2 листопада 1925  | Вотфорд      | Відкрита як Крокслі-Грін, перейменовано 23 травня 1949                                                                                            | 51°38′51″ пн. ш. 000°26′29″ зх. д. / 51.64750° пн. ш. 0.44139° зх. д. |
| Вотфорд                  |      | 2 листопада 1925  | Вотфорд      | Кінцева | 51°39′27″ пн. ш. 000°25′03″ зх. д. / 51.65750° пн. ш. 0.41750° зх. д. |
| Рікмансворт              |      | 1 вересня 1887    | Головний хід | | 51°38′25″ пн. ш. 000°28′24″ зх. д. / 51.64028° пн. ш. 0.47333° зх. д. |
| Чорлівуд                 |      | 8 липня 1889      | Головний хід | Остання станція в межах Гартфордширу. Відкрита як Чорлі-Вуд, перейменовано на Чорлі-Вуд-енд-Ченіс 1 листопада 1915, Чорлі-Вуд 1934, Чорлівуд 1964 | 51°39′15″ пн. ш. 000°31′06″ зх. д. / 51.65417° пн. ш. 0.51833° зх. д. |
| Челфонт-енд-Летімер      |      | 8 липня 1889      | Головний хід | Відкрита як Челфонт—роуд, перейменована 1 листопада 1915                                                                                          | 51°40′04″ пн. ш. 000°33′40″ зх. д. / 51.66778° пн. ш. 0.56111° зх. д. |
| Чешем                    |      | 8 липня 1889      | Чешем        | Кінцева | 51°42′19″ пн. ш. 000°36′41″ зх. д. / 51.70528° пн. ш. 0.61139° зх. д. |
| Амершем                  |      | 1 вересня 1892    | Головний хід | перейменована Амершем-енд-Чешем-Боїс 12 березня 1922, Амершем 1937 Кінцева                                                                        | 51°40′27″ пн. ш. 000°36′27″ зх. д. / 51.67417° пн. ш. 0.60750° зх. д. |